# Хриб (Чабар)
Хриб (хрв. Hrib) је насељено место у граду Чабар, Приморско-горанска жупанија, Хрватска.

## Историја
До територијалне реорганизације у Хрватској био је у саставу старе општине Чабар.

## Становништво
У попису становништва из 2011. године, Хриб је имао 109 становника.
| Број становника према пописима | Број становника према пописима | Број становника према пописима | Број становника према пописима | Број становника према пописима | Број становника према пописима | Број становника према пописима | Број становника према пописима | Број становника према пописима | Број становника према пописима | Број становника према пописима | Број становника према пописима | Број становника према пописима | Број становника према пописима | Број становника према пописима | Број становника према пописима |
| ------------------------------ | ------------------------------ | ------------------------------ | ------------------------------ | ------------------------------ | ------------------------------ | ------------------------------ | ------------------------------ | ------------------------------ | ------------------------------ | ------------------------------ | ------------------------------ | ------------------------------ | ------------------------------ | ------------------------------ | ------------------------------ |
| 1857                           | 1869                           | 1880                           | 1890                           | 1900                           | 1910                           | 1921                           | 1931                           | 1948                           | 1953                           | 1961                           | 1971                           | 1981                           | 1991                           | 2001                           | 2011                           |
| 560                            | 487                            | 374                            | 428                            | 427                            | 521                            | 465                            | 495                            | 391                            | 388                            | 340                            | 305                            | 233                            | 165                            | 130                            | 109                            |

Напомена: До 1900. исказивано под именом Скеднари, од 1948. до 1981. под именом Хриб-Скеднари. Садржи податке за некадашња насеља која су до 1948. (Брезовци) и до 1931. (Коњци, Купари, Маркци, Мошун, Подгрич, Путари, Средњи Хриб, Стеклице и Шафари) била исказивана као насеља.